# Al-Jrayfiyya
al-Jrayfiyya (arabiska: الجريفية; franska: Jraifia) är en ort i den av Marocko kontrollerade delen av det omstridda området Västsahara.
Enligt Marockos administrativa indelning tillhör orten en landskommun med samma namn i provinsen Bujur. Denna kommun hade 950 invånare enligt Marockos folkräkning 2014.